# 布蒂列拉-达斯蒂
布蒂列拉-达斯蒂（義大利語：Buttigliera d'Asti），是意大利阿斯蒂省的一个市镇。总面积18.81平方公里，人口2492人，人口密度132.5人/平方公里（2009年）。ISTAT代码为005012。